# Тірольский пиріг
 Тірольський пиріг (нім. Tirolerkuchen) або Тірольський горіховий пиріг (нім. Tiroler Nusskuchen) — пиріг або кекс, який поширений в Австрії, Німеччині, Швейцарії та італійському регіоні Південний Тіроль. Його часто вживають до кави.
Класичний пиріг родом з історичного регіону Тіроль готується з фундуку, борошна, вершкового масла, яєчного жовтка, безе, цукру і шоколаду. До складу деяких версій входить бурбон. Для аромату в тісто можна додати бренді або ром.